# Xung lượng
Trong cơ học cổ điển, xung lượng (kí hiệu J hay Imp) là một tích phân của lực, F, với ẩn thời gian, t. Vì lực là một đại lượng vector, xung lượng cũng là một đại lượng vector. Đơn vị SI của xung lực là newton giây (N·s).
{\displaystyle J=F{\text{∆}}{\text{t}}}
Từ đó suy ra:
{\displaystyle J=\int F\,\mathrm {d} t}